# Csapodya sousae
Csapodya sousae är en måreväxtart som beskrevs av Attila L. Borhidi och Reyes-garcía. Csapodya sousae ingår i släktet Csapodya och familjen måreväxter. Inga underarter finns listade i Catalogue of Life.